# 25625 Верденет
25625 Верденет (25625 Verdenet) — астероїд головного поясу, відкритий 5 січня 2000 року.
Тіссеранів параметр щодо Юпітера — 3,502.